# Alexander Fischer (Politiker)

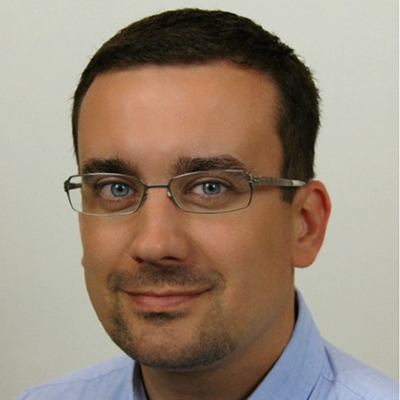
Alexander Fischer (2015)

Alexander Fischer (* 10. Oktober 1974 in Dresden) ist ein deutscher Politiker (Die Linke). Er war von 2016 bis 2023 Staatssekretär in der Berliner Senatsverwaltung für Integration, Arbeit und Soziales. Im Jahr 2015 war er Regierungssprecher des Freistaates Thüringen.

## Biografie
Nach dem Schulbesuch und Abitur 1993 in Dresden studierte Fischer Neuere und Neueste Geschichte, Wirtschafts- und Sozialgeschichte sowie Philosophie an der Technischen Universität Dresden mit Abschluss als Magister Artium 2001. Er war dann bis 2006 beim Deutschen Gewerkschaftsbund als Jugendbildungsreferent tätig. Ab dem Jahr 2006 war er für die Fraktion Die Linke im Bundestag tätig, unter anderem als Büroleiter von Klaus Ernst. Ab 2008 arbeitete er für den Parteivorstand der Linken, von 2010 bis 2015 als dessen Pressesprecher. Danach trat er in den Dienst der thüringischen Landesverwaltung, zunächst als Regierungssprecher des Freistaates Thüringen unter dem Kabinett Ramelow I, dann als Referatsleiter in der thüringischen Landesvertretung in Berlin. 
Am 9. Dezember 2016 wurde er zum Staatssekretär in der Berliner Senatsverwaltung für Integration, Arbeit und Soziales ernannt. Von 2016 bis 2021 war er als Staatssekretär zuständig für Arbeit und Soziales, seit Dezember 2021 war er zuständig für Arbeit. Mit der Bildung des Senates Wegner im April 2023 schied er als Staatssekretär aus.
Alexander Fischer ist verheiratet und hat einen Sohn.